# Podersdorf am See
Podersdorf am See è un comune austriaco di 3 851 abitanti nel distretto di Neusiedl am See, in Burgenland; ha lo status di comune mercato (Marktgemeinde).